# Escola Brasil (Montevidéu)
A Escola N°17 Brasil (em espanhol Escuela N° 17 Brasil), é uma escola pública localizada no bairro de Pocitos, em Montevidéu, capital do Uruguai.
O prédio original foi projetado e construído em 1908 pelo arquiteto Americo Maini e, desde 1993, é considerado um prédio de interesse municipal, tendo sido declarado Monumento Histórico Nacional em 2002.
Mantém intercâmbio com a Escola Estadual de Ensino Fundamental Uruguai, na  cidade brasileira de Porto Alegre.